# Laboulbeniomycetes
Laboulbeniomycetes es una clase de hongos ascomicetos de la subdivisión Pezizomycotina. Este grupo posee más de 2 000 especies en 140 géneros. Son considerados ectocomensalistas ya que su nicho ecológico es el exoesqueleto de artrópodos (insectos y algunos diplopódos). Suelen vivir en antenas, caparazones y aparatos orales. Sólo interactúan con individuos adultos y no suelen pasar de la quitina. Estos hongos son diminutos; sus cuerpos fructíferos comúnmente miden menos de un milímetro. Se adhieren a las células del hospedador mediante hifas modificadas llamadas, haustorios, lo que no impide que, al mudar, se desprendan junto con la parte externa de la cutícula. Sólo se conoce su reproducción sexual.

## Morfología
Los Ascomycetes son un grupo de hongos que se caracterizan por tener relaciones simbióticas, parasíticas y saprofíticas con plantas y animales. El orden Laboulbeniales constituye un grupo altamente especializado de hongos ectoparásitos productores de ascos, que crecen y fructifican sobre artrópodos vivos. siendo dentro de los Ascomycetes los únicos en poseer esta característica. Carecen de crecimiento miceliar (es decir, formado por hifas) pero presentan un "sistema hifal compacto" al que se denomina talo laboulbenial. Este consta, de cuatro elementos: receptáculo, apéndices, anteridios y peritecios.

#### Receptáculo
El receptáculo consta de todas las células derivadas de la célula inferior de la espora, con la excepción de aquellas partes que entran a formar parte del peritecio. En general el septo primario destaca sobre los demás por ser más grueso, oscuro o presentar algún tipo de constricción. El receptáculo consta de tres células denominadas con números romanos (I, II y III).  La célula I es la basal, su base se modifica en lo que conocemos como uña o pie, que corresponde al punto de unión del talo con la cutícula del hospedante.  La célula II es la suprabasal, se subdivide muy a menudo en un número variable de células. Por último, la célula III se encuentra bajo el septo primario y pocas veces se subdivide.

#### Apéndices
La célula superior de la ascospora en germinación forma lo que se conoce como apéndice primario. Este puede estar reducido a una o dos células, o por otro lado  ramificarse y desarrollarse enormemente. Los apéndices que tienen su origen en la célula inferior de la ascóspora (formados a partir del receptáculo) se denominan apéndices secundarios. Los apéndices son la única parte del talo de los Laboulbeniales que, por ser filamentosos, conservan un cierto aspecto de hifa.

##### Anteridios
Gametangios masculinos de los Laboulbeniales. Se pueden  encontrar uno o muchos sobre el mismo talo, habitualmente creciendo sobre los apéndices. La mayoría de géneros presentan anteridios simples, con formación endógena de aplanogametos masculinos (espermacios). También los hay compuestos, denominados así porque están constituidos por anteridios simples agrupados en el interior de urnas dotadas de un poro. Estos anteridios tienen forma de botella, con un vientre y un cuello estrecho de longitud variable. Los espermacios pueden verse con relativa facilidad cuando, una vez formados, han quedado retenidos en el interior del canal del cuello.

##### Peritecio
El ascoma de los Laboulbeniales es del tipo peritecial (con vientre, cuello y ostiolo), pero existen diferencias con respecto a los típicos peritecios de los antiguos pirenomicetes. El número de peritecios por talo oscila desde uno a muchos, dependiendo del género. Invariablemente, el peritecio surge directamente del receptáculo (a excepción del género Herpomyces. Las pequeñas variaciones en la estructura y distintas pautas de desarrollo del peritecio son características esenciales en la taxonomía y sistemática del grupo.

## Ciclo de Vida
Su única forma de reproducción es sexual, durante la cual generan ascosporas pegajosas que generalmente se transmiten directamente de huéspedes infectados a no infectados durante el apareamiento u otro contacto. El desarrollo completo del individuo, desde la ascospora hasta que el talo está maduro, puede conllevar entre 10 y 21 días o incluso meses. Los Laboulbeniales son ectoparásitos obligados, pues completan todo su ciclo vital sobre hospedantes vivos. La presencia y crecimiento de Laboulbeniales depende en primera estancia del hospedante del  hábitat donde este vive, pues son  altamente específicos a un huésped. Esto quiere decir que la mayoría de las especies están asociadas a una especie huésped particular.
Hay ciertos factores que pueden influir en el crecimiento de estos hongos, pues la mayoría de especies de Laboulbeniales han sido observadas sobre hospedantes adultos, aunque existen registros de Thaxter (1896), donde observa Laboulbenia hagenii creciendo sobre adultos e individuos inmaduros, en termitas del género Termes recolectadas en África. Otro registro importante  BAUMGARTNER (1934), donde observa que Rickia wasmannii Cavara es capaz de parasitar adultos, larvas y pupas de hormigas de la especie Myrmica laevinodis. La densidad y estabilidad de las poblaciones de insectos es un factor más a tener en cuenta, pues  los Laboulbeniales son más comunes en las poblaciones densas y estables, mueren junto con el hospedante.